# Hermann Hobrecker (Manager)

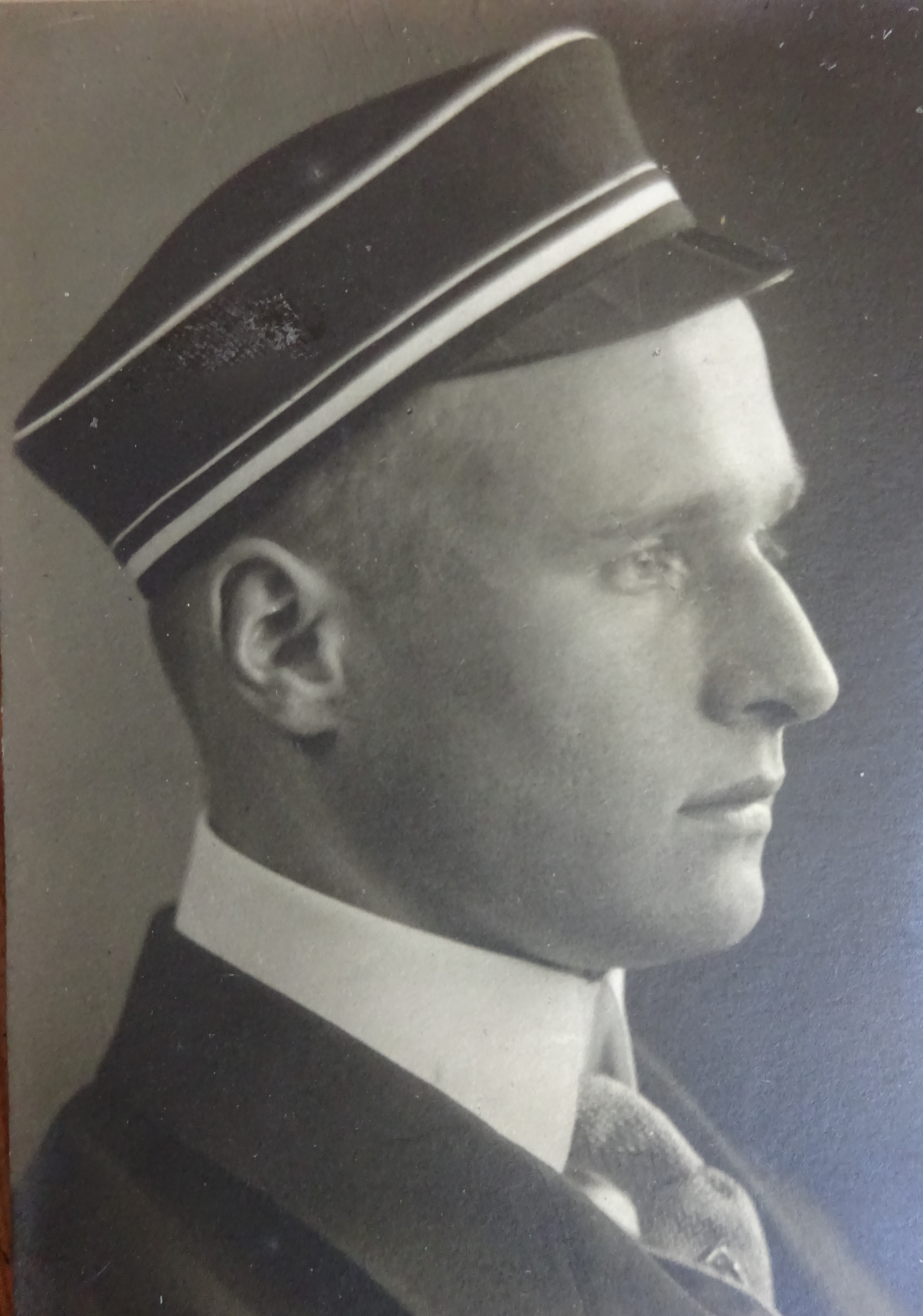
Hermann Hobrecker

Hermann Hobrecker (* 14. September 1901 in Hamm; † 21. März 1973 in Essen) war ein deutscher Kaufmann und Industriemanager.

## Leben
Nach dem Abitur am Gymnasium Hammonense immatrikulierte sich Hobrecker zum Sommersemester 1921 an der Eberhard-Karls-Universität Tübingen für das Fach Betriebswirtschaftslehre. Im selben Semester wurde er im Corps Borussia Tübingen aktiv. Am 19. November 1921 recipiert, bewährte er sich als Senior. In den Wintersemestern 1922/23 und 1923/24 sowie im Sommersemester 1924 studierte er an der Johann Wolfgang Goethe-Universität Frankfurt am Main. In den vier Tübinger Semestern war er Corpsbursche. 1923 leitete er den Kösener Congress. Er schloss das Studium 1924 als Diplom-Kaufmann ab und wurde am 26. Februar 1925 in Frankfurt mit einer wirtschafts- und sozialwissenschaftlichen Doktorarbeit zum Dr. rer. pol. promoviert.
1925 begann er seine Laufbahn als kaufmännischer Angestellter in Den Haag. 1926 ging er als Volontär und Angestellter zu Banken und Industrieunternehmen in London, Buenos Aires und Lüttich. 1928 wurde er Handlungsbevollmächtigter der Drahtverband GmbH in Düsseldorf. 1931 kam Hobrecker zur Friedrich Krupp AG und wurde 1937 Abteilungsdirektor Stahlverkauf, 1941 Direktor und 1943 Leiter Export. 1946 wurden von den Briten 600 NS-belastete leitende Angestellte von Krupp entlassen; Hobrecker wurde, da er nie Parteimitglied war, als Leiter des Personalwesens eingesetzt. Von 1954 bis zum Ruhestand 1963 war er Mitglied des neu gebildeten Direktoriums mit dem Ressort Verwaltung. Verheiratet war er seit 1928 mit Lisel Schulze-Pelkum, einer Tochter von Karl Schulze-Pelkum.